# Campagne de la Méditerranée
Seconde Guerre mondiale
Batailles
1940
- Vado
- Siège de Malte
- Club Run
- Convoi Espero
- Mers el-Kébir
- Punta Stilo
- Cap Spada
- Hurry
- Cap Passero
- MB.8
- Tarente
- Détroit d'Otrante
- White
- Cap Teulada

1941
- Excess
- Convoi AN 14
- Grog
- Abstention
- Baie de La Sude
- Cap Matapan
- Îles Kerkennah
- Crète
- Galite
- Substance
- Halberd
- Convoi Duisburg
- Cap Bon
- Syrte (1941)
- Rade d'Alexandrie

1942
- Syrte (1942)
- Calendar
- Bowery
- Albumen
- Harpoon
- Vigorous
- Pedestal
- Agreement
- Torch
- Stoneage
- Sabordage de la flotte française à Toulon
- Portcullis
- Banc de Skerki
- Olterra (navire auxiliaire)
- Raid sur Alger

1943
- Zouara
- Convoi de Cigno
- Convoi de Campobasso
- Corkscrew
- Husky
- Gela
- Scylla
- Pietracorbara
- Dodécanèse
  - Rhodes
  - Leros
  - Kos
- Convoi KMF-25A

1944
- Ist
- Raid sur Santorin
- Raid sur Symi
- Port-Cros
- La Ciotat
- Île de Pag

1945
Mer Ligure
- Convois alliés
  - convois de Malte
- Campagne des U-boote
- Campagne adriatique

- Guerre du Désert
- Campagne d'Afrique de l'Est
- Campagne d'Afrique du Nord
- Bataille de la Méditerranée
- Bombardements italiens de la Palestine mandataire
- Bombardement du Bahreïn
- Campagne du Gabon
- Campagne des Balkans
- Guerre anglo-irakienne
- Campagne de Syrie
- Résistance en Grèce
- Opérations en Yougoslavie
- Opérations anti-partisans en Croatie
- Invasion anglo-soviétique de l'Iran
- Bataille de Madagascar
- Offensive de Belgrade
- Campagne d'Italie
- Résistance en Macédoine

Front d'Europe de l'Ouest

Front d'Europe de l'Est

Bataille de l'Atlantique

Guerre du Pacifique

Guerre sino-japonaise

Théâtre américain
La bataille de la Méditerranée est le nom donné à la campagne navale menée dans la mer Méditerranée pendant la Seconde Guerre mondiale, du 10 juin 1940 au 2 mai 1945.
La plupart du temps, cette campagne a principalement opposé la Royal Navy, soutenue par d'autres forces navales alliées, telles que l'Australie, les Pays-Bas, la Pologne, la Grèce et la France libre, à la Regia Marina — soutenue par les forces navales (notamment : sous-marines) et aériennes allemandes de l'Axe. Les unités navales et aériennes américaines rejoignent les Alliés en 1942, ainsi que les forces françaises d'Afrique du Nord après l'opération Torch en novembre 1942.
Chaque camp avait deux objectifs généraux dans cette bataille. Le premier était d'attaquer les lignes d'approvisionnement de l'ennemi tout en maintenant leurs propres lignes d'approvisionnement de leurs armées combattant en Afrique du Nord. Le deuxième était de détruire la capacité de la marine adverse à faire la guerre en mer. En dehors du théâtre du Pacifique, c'est en Méditerranée que se déroulent les plus grandes actions de guerre navale conventionnelle pendant le conflit. En particulier, les forces alliées luttent pour fournir et pour conserver la base navale et aérienne stratégique de Malte.
Au moment de l'armistice de septembre 1943 entre l'Italie et les Alliés, les navires de guerre et les avions italiens ont coulé 145 800 tonnes de navires de guerre alliés, tandis que les Allemands ont coulé 169 700 tonnes, totalisant 315 500 tonnes. Lors de la bataille, les Alliés ont perdu 76 navires de guerre et 46 sous-marins. Les Alliés ont coulé 83 navires de guerre italiens totalisant 195 100 tonnes (161 200 par le Commonwealth et 33 900 par les Américains) et 83 sous-marins. Les pertes allemandes en Méditerranée entre 1940 et 1943 sont de 68 U-Boote.

## Principaux belligérants

### Flotte méditerranéenne britannique
La Méditerranée était l'objectif traditionnel de la puissance maritime britannique. Rapidement surpassé en nombre par les forces de la Regia Marina, le plan britannique devait contenir les trois points décisifs de Gibraltar, de Malte et du canal de Suez. En conservant ces points stratégiques, la flotte méditerranéenne parvint à maintenir les voies d'approvisionnement vitales. Malte était le fer de lance de tout le système, fournissant un site de transit nécessaire pour les convois alliés et une base depuis laquelle les attaques étaient lancées contre les routes d'approvisionnement de l'Axe.

### Marine royale italienne
Le dictateur italien Benito Mussolini estimait que contrôler la Méditerranée était une condition préalable essentielle à l'expansion de son « nouvel Empire romain » à Nice, en Corse, à Tunis et dans les Balkans. La construction navale italienne croîtra pendant son mandat. Mussolini décrivit la mer Méditerranée comme il nostro Mare Nostrum "(notre mer)".
Les navires de guerre de la Regia Marina s'étaient forgé une solide réputation. Les petits bateaux d'attaque italiens ont répondu aux attentes et ont été responsables de nombreuses actions courageuses et couronnées de succès en Méditerranée. Mais certaines classes de croiseurs italiens étaient plutôt déficientes au niveau du blindage et tous les navires de guerre n'étaient pas équipés de radar, bien que son manque fut en partie compensé par des systèmes ingénieux de télémétrie et de lutte contre l'incendie. Ce n'est qu'au printemps de 1943, à peine cinq mois avant l'armistice, que douze navires de guerre italiens furent équipés d'appareils radar EC-3 ter Gufo (en) de conception italienne. En outre, alors que les commandants alliés en mer avaient le pouvoir discrétionnaire d'agir de leur propre initiative, les actions des commandants italiens étaient étroitement et précisément gouvernées par le quartier général de la marine italienne basé depuis Rome, la Supermarina.

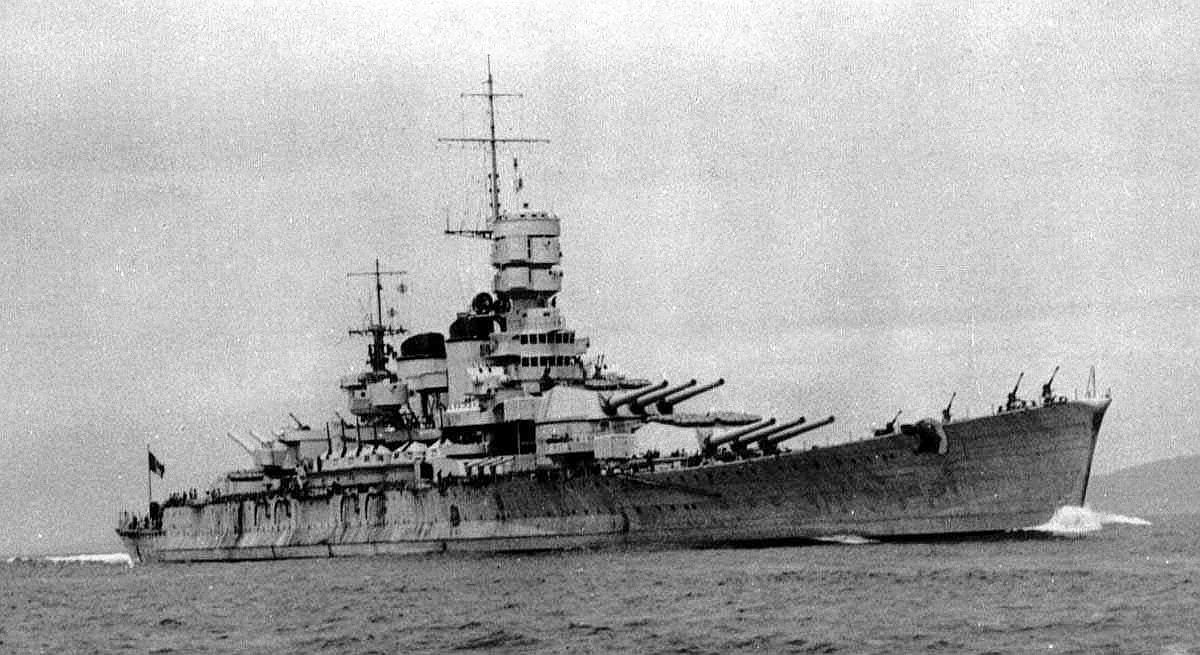
Le cuirassé italien Roma pendant la Seconde Guerre mondiale.

La Regia Marina manquait également d'une aéronautique navale appropriée. Le porte-avions Aquila n'a jamais été achevé et la plupart du soutien aérien durant la bataille de la Méditerranée a été fourni par la Regia Aeronautica basée à terre. L'autre handicap majeur pour les Italiens était la pénurie de carburant. Dès mars 1941, la pénurie générale de mazout était critique, tout comme charbon, l'essence et les lubrifiants, qu'il était difficile de se procurer localement. Pendant l'effort de guerre italien, 75 % du mazout disponible était utilisé par des destroyers et des torpilleurs effectuant des missions d'escorte.
Le problème le plus sérieux pour les forces de l'Axe en Afrique du Nord était la capacité limitée des ports libyens. Tripoli était le plus grand port de Libye et pouvait accueillir un maximum de cinq grands navires de charge ou quatre transports de troupes. Mensuellement, Tripoli avait une capacité de déchargement de 41 000 tonnes), contre 18 000 tonnes pour le port de Tobrouk.
La faute des Italiens en matière de logistique lors de la bataille de la Méditerranée se résume à leur incapacité à augmenter le volume de déchargement de Tripoli et des autres ports africains.

### Flotte française
En janvier 1937, la France entame un programme de modernisation et d'expansion, élevant la flotte française au quatrième rang mondial. Cependant, la marine française (officiellement appelé « Marine nationale ») était encore considérablement plus petite que la marine de son principal allié, la Grande-Bretagne.
En accord avec l'Amirauté britannique, la plus forte concentration de navires français se trouvait en Méditerranée car la flotte italienne représentait une menace pour les routes maritimes françaises d'importance vitale, de la France métropolitaine à l'Afrique du Nord et aux routes maritimes britanniques entre Gibraltar et le canal de Suez.

### Flotte française vichyste
En 1940, après la chute de la France, la Marine nationale en Méditerranée devient la marine du gouvernement français de Vichy. Le régime collaborant avec les Allemands, la force maritime présente en Méditerranée était considérée comme une menace potentiellement grave pour la Royal Navy. En tant que tel, il était impératif pour les Britanniques que cette menace soit neutralisée.
La première phase de l'opération Catapult — l'escadre française se trouvant à Alexandrie en Égypte — est traitée par des négociations. Cela fut rendu possible principalement parce que les deux commandants — les amiraux René-Émile Godfroy et Andrew Cunningham — étaient en bons termes. En revanche, l'ultimatum britannique visant à mettre hors de portée des Allemands la majeure partie du reste de la flotte française fut refusé. La flotte située à Mers-el-Kebir en Algérie fut en grande partie détruite le 3 juillet 1940 par le bombardement de la force H britannique de Gibraltar (amiral James Somerville). Le gouvernement français de Vichy rompit tous les liens avec les Britanniques à la suite de cette attaque et l'armée de l'air de Vichy attaqua même les installations britanniques à Gibraltar.
En juin et juillet 1941, une petite force navale française de Vichy participe à l'opération Exporter. Il s'agissait d'une action alliée lancée contre les forces françaises de Vichy basées au Liban et en Syrie. Les navires de la marine française devaient être chassés avant que le fleuve Litani ne puisse être franchi.
En 1942, dans le cadre de l'occupation de la France de Vichy lors de l'opération Anton, les Allemands avaient l'intention de capturer la flotte française à Toulon. Cela fut contrecarré par une action déterminée des commandants français ; la majeure partie de la flotte fut sabordée à l'ancrage.

### Marine allemande
La campagne sous-marine méditerranéenne des U-Boote dure approximativement du 21 septembre 1941 à mai 1944. La Kriegsmarine visait à isoler Gibraltar, Malte et le canal de Suez afin de briser la route commerciale britannique vers l'Extrême-Orient. Plus de 60 U-Boote sont envoyés en vue de perturber le transport maritime, bien que beaucoup aient été attaqués dans le détroit de Gibraltar, alors contrôlé par la Grande-Bretagne ; neuf submersibles ont coulé en tentant le passage et dix autres ont été endommagés. La Luftwaffe a également joué un rôle clé dans la bataille de la Méditerranée, notamment en 1941. Cependant, la stratégie de guerre allemande considérait la Méditerranée comme un théâtre d'opérations secondaire.

## Historique

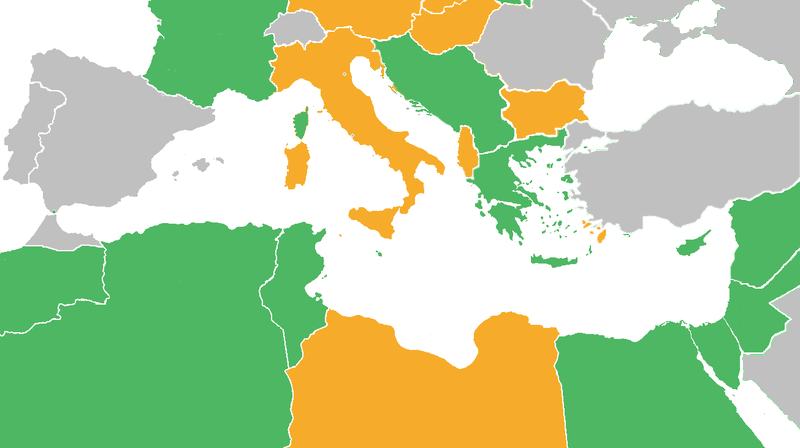
Carte montrant les territoires tenus par les puissances Alliées (vertes), les puissances de l'Axe (orange) et les puissances neutres (grises) au début des hostilités en Méditerranée.

### Premières actions
Le 10 juin 1940, l'Italie déclare la guerre à la Grande-Bretagne et à la France. Le jour suivant, les bombardiers italiens attaquent Malte pour la première fois ; de nombreux raids suivront sur l'île assiégée. Pendant ce temps, la Marine nationale bombarde un certain nombre de cibles sur la côte nord-ouest de l'Italie, notamment le port de Gênes. Lorsque la France se rend le 24 juin, les dirigeants de l'Axe permettent au nouveau régime français de Vichy de conserver ses forces navales.
Le premier affrontement entre les flottes rivales — la bataille de Calabre — a lieu le 9 juillet, quatre semaines seulement après le début des hostilités. Cet affrontement est suivi par une série de petites actions de surface pendant l'été, dont la bataille du convoi Espero et la bataille du cap Spada.

### Bataille de Tarente
Afin de réduire la menace que représentait la flotte italienne basée dans le port de Tarente, l'amiral Cunningham organisa une attaque sous le nom de code d'opération Judgement. Les bombardiers torpilleurs Fairey Swordfish du HMS Illustrious attaquèrent la flotte italienne à l'ancrage le 11 novembre 1940. Ce fut la première fois qu'une telle attaque fut tentée et elle inspirera les officiers de la marine japonaise en préparation de la future attaque de Pearl Harbor. En effet, en mai 1941, l'attaché militaire naval du Japon à Berlin, Takeshi Naito, se rendit à Tarente avec une mission militaire japonaise pour enquêter et analyser l'attaque. Les avions de la British Fleet Air Arm endommagèrent gravement deux cuirassés italiens et un troisième fut coulé. Les Britanniques avaient réussi à immobiliser ou détruire la moitié des cuirassés de la Regia Marina. Elle perdit ainsi une grande partie des moyens qui lui étaient nécessaires pour assurer la protection des convois destinés à la Libye, ce qui entraîna la perte rapide d'une grande quantité des approvisionnements destinés au front libyen.
L'estimation de Cunningham selon laquelle les Italiens ne seraient pas disposés à risquer leurs unités lourdes restantes s'est rapidement révélée fausse. Seulement cinq jours après Tarente, Inigo Campioni envoya deux cuirassés, six croiseurs et 14 destroyers pour perturber une opération de livraison d'avions britanniques (opération White) à Malte.

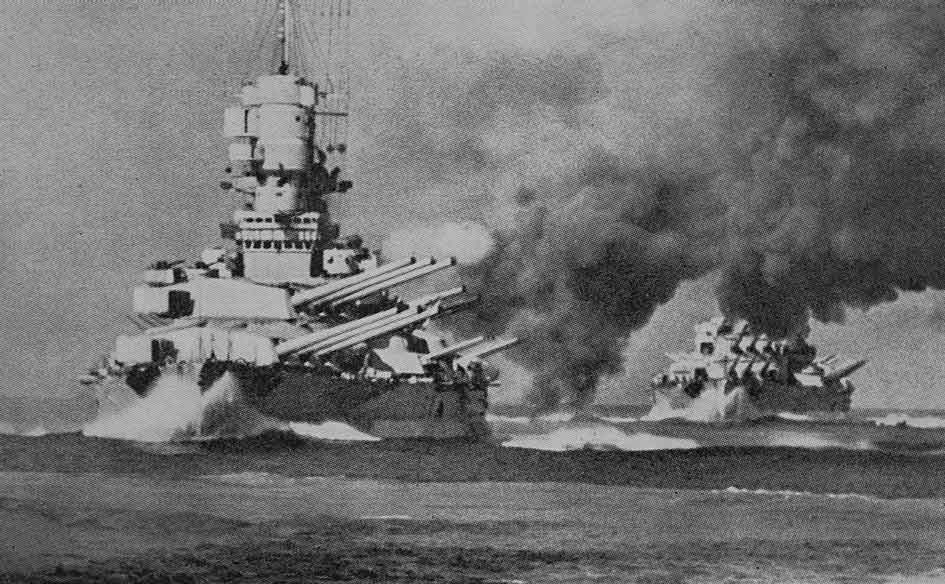
Le cuirassé Vittorio Veneto à la bataille du cap Teulada.

De plus, dès le 27 novembre, la flotte italienne put à nouveau affronter la Mediterranean Fleet dans la bataille indécise du cap Teulada. Deux des trois cuirassés endommagés sont réparés à la mi-1941 et le contrôle de la Méditerranée continue à osciller jusqu'à l'armistice italien en 1943. L'objectif principal étant de perturber les convois de l'Axe en Afrique, l'attaque de Tarente n'a eu que peu d'effet. En effet, les expéditions italiennes vers la Libye ont augmenté entre les mois d'octobre 1940 et de janvier 1941 pour atteindre une moyenne de 49 435 tonnes par mois, en hausse par rapport à la moyenne de 37 204 tonnes des quatre mois précédents. De plus, plutôt que de changer l'équilibre des forces en Méditerranée centrale, les autorités navales britanniques « n'ont pas réussi à faire le véritable coup qui aurait changé le contexte dans lequel le reste de la guerre en Méditerranée a été menée ».

### Bataille du cap Matapan
La bataille du cap Matapan fut une victoire décisive des Alliés. Elle s'est déroulée au large des côtes du Péloponnèse dans le sud de la Grèce du 27 au 29 mars 1941, où la Royal Navy et la Royal Australian Navy — sous le commandement de l'amiral britannique Andrew Cunningham — interceptèrent les navires de la Regia Marina sous le commandement de l'amiral Angelo Iachino.
Les Alliés coulèrent les croiseurs lourds Fiume, Zara et Pola et les destroyers Vittorio Alfieri et Giosue Carducci, endommageant également le cuirassé Vittorio Veneto. Les Britanniques ont perdu un avion torpilleur et subi de légers dommages par des éclats des salves du Vittorio Veneto.
Les facteurs décisifs de la victoire des Alliés furent l'efficacité des porte-avions, l'utilisation des interceptions Ultra et l'absence de radar à bord des navires italiens.

### Bataille de Crète
L'effort pour empêcher les troupes allemandes d'atteindre la Crète, suivant l'évacuation partielle des forces terrestres alliées après leur défaite par les parachutistes allemands lors de la bataille de Crète en mai 1941, coûta aux Alliés un certain nombre de navires. Les attaques des avions allemands, principalement Junkers Ju 87 et Ju 88, coulèrent huit navires de guerre britanniques: deux croiseurs légers (HMS Gloucester et Fiji) et six destroyers (HMS Kelly, Greyhound, Kashmir, Hereward, Imperial et Juno). Sept autres navires furent endommagés, dont les cuirassés HMS Warspite et Valiant et le croiseur léger Orion. Près de 2 000 marins Britanniques furent perdus.
Ce fut une victoire importante pour la Luftwaffe, car elle prouvait à la Royal Navy qu'elle ne pouvait opérer dans des eaux où la force aérienne allemande avait la suprématie sans subir de lourdes pertes. Mais en fin de compte, cela avait peu de signification stratégique, car l'attention de l'armée allemande s'était dirigée vers l'URSS (opération Barbarossa) quelques semaines plus tard, la Méditerranée ne devant jouer qu'un rôle secondaire dans la planification de la guerre allemande au cours des années suivantes. L'action étendra cependant la portée de l'Axe dans la Méditerranée orientale, prolongeant la menace pour les convois alliés.
Deux tentatives ont été menées pour transporter les troupes allemandes par la mer dans les caïques, toutes deux perturbées par l'intervention de la Royal Navy. Des escortes navales italiennes minuscules réussirent à sauver la plupart des navires. Finalement, les Italiens débarquèrent leurs propres forces près de Sitía le 28 mai, lorsque le retrait des Alliés était déjà en cours.
Pendant l'évacuation, Cunningham était déterminé à ce que « la Marine ne laisse pas tomber l'armée ». Lorsque les généraux de l'armée exprimèrent leurs craintes au sujet de la possible perte de nombreux navires, Cunningham déclara: « Il faut trois ans pour construire un bateau, il faut trois siècles pour construire une tradition ». Malgré une alerte avancée grâce aux interceptions Ultra, la bataille de Crète a abouti à une défaite importante pour les Alliés. L'invasion fut une hécatombe pour les parachutistes allemands qui, déboussolés et mal armés (l'artillerie étant larguée séparément dans des conteneurs), subirent de lourdes pertes. Face à cette victoire à la Pyrrhus, les formations allemandes ne seront plus jamais parachutées en masse. Le général Kurt Student dira plus tard : « La Crète est bien le tombeau du parachutiste allemand. »

### Malte
La position de Malte entre la Sicile et l'Afrique du Nord était parfaite pour stopper les convois d'approvisionnement de l'Axe destinés à l'Afrique du Nord. Cela pourrait ainsi influencer la campagne en Afrique du Nord et soutenir les actions alliées contre l'Italie.
En 1941, un autre ennemi s'attaqua à l'île assiégé : l'Allemagne nazie. L'Afrika Korps, commandé par Rommel, aida l'Italie en pleine détresse sur le front africain durant la guerre du désert. Cela changea la donne. Mais il y avait un grain de sable dans le dispositif de ravitaillement de l'Axe : les Britanniques se renforçant sur l'île attaquaient avec efficacité les convois de ravitaillement ennemis. Le bombardement de l'île s'intensifia. Les Britanniques augmentèrent le nombre de chasseurs sur l'île, dont les pilotes de la RAF défendirent ardemment les installations. Le ravitaillement de l'île se faisait dans des conditions terribles, comme en 1942, où 800 avions germano-italiens s'en prirent aux ravitailleurs de l'opération Pedestal ; le porte-avions Eagle fut torpillé par un U-Boot. La défense aérienne de Malte fut maintes fois renforcée par les avions Hawker Hurricane et Supermarine Spitfire transportés sur l'île par le HMS Furious et d'autres porte-avions alliés. En 1943, la fuite de Rommel de Tunisie et la capitulation d'une partie des forces italiennes marquèrent pour les Maltais la fin d'une période dramatique de leur histoire qui dura près de trois ans.

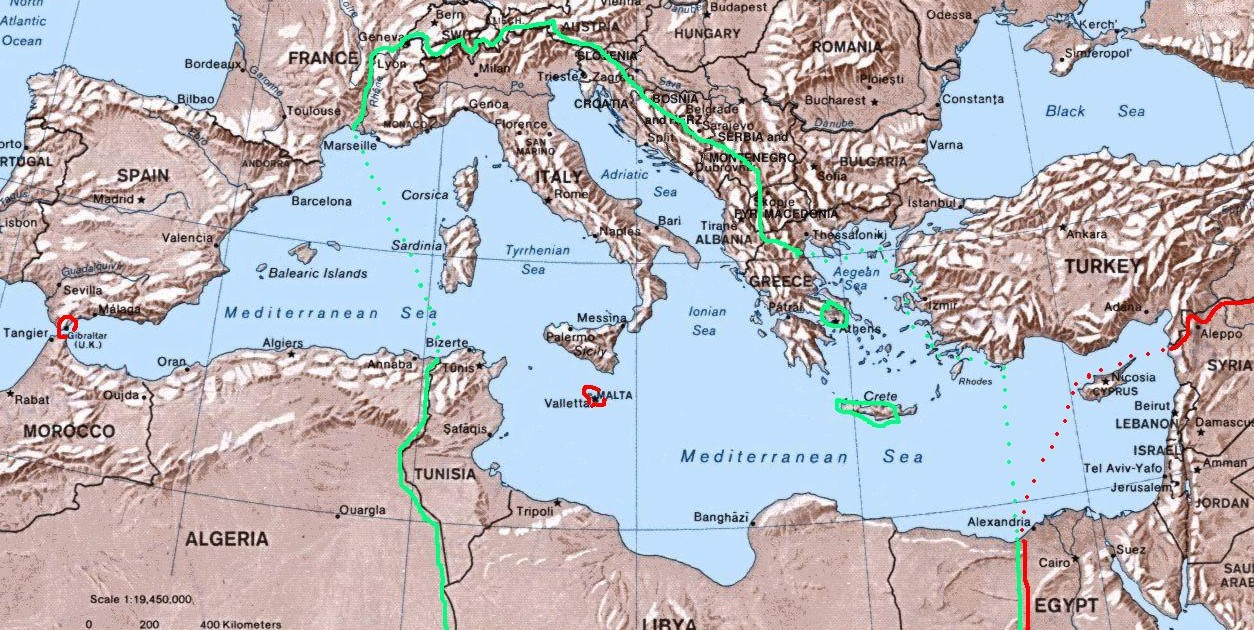
Carte montrant l'extension maximale italienne durant l'été / automne 1942. Les zones contrôlées par les Alliés sont en rouge.

Les Britanniques rétablirent une importante garnison aérienne et une base navale offensive sur l'île. Avec l'aide d'Ultra, la garnison de Malte put perturber les approvisionnements de l'Axe en Afrique du Nord juste avant la deuxième bataille d'El Alamein. Pour la résistance et le courage du peuple maltais pendant toute la durée du siège, l'île reçut la croix de George.
La Royal Navy a coulé 3 082 navires marchands de l'Axe en Méditerranée, représentant plus de 4 millions de tonnes. La perte de ravitaillement fut fatale aux armées de l'Axe en Afrique du Nord.

### Dernières actions
Après la bataille de Crète à l'été 1941, la Royal Navy retrouva sa suprématie sur la Méditerranée centrale en une série d'attaques de convois couronnées de succès (dont les batailles du convoi de Duisburg et du cap Bon), jusqu'aux événements entourant la première bataille de Syrte et le raid sur Alexandrie en décembre, balançant l'équilibre vers les forces de l'Axe.
L'attaque la plus notable de la Regia Marina fut lorsque des plongeurs attachèrent des mines limpet sur les coques des cuirassés britanniques lors du raid d'Alexandrie le 19 décembre 1941. Les cuirassés HMS Queen Elizabeth et HMS Valiant furent coulés à l'ancrage, avant d'être renfloués puis réadmis au service actif.
Une série de batailles de convois (comme la deuxième bataille de Syrte en mars, opérations Harpoon et Vigorous en juin et l'opération Pedestal en août), assurèrent la survie de Malte jusqu'à ce que les Alliés reprennent l'avantage en novembre 1942.
En septembre 1943, avec la débâcle italienne et la reddition de leur flotte, les actions navales en Méditerranée se limitent aux opérations contre les sous-marins et les petites embarcations en mer Adriatique et en mer Égée.

### Armistice italien
Le 25 juillet 1943, le Grand Conseil du fascisme évince Mussolini. Un nouveau gouvernement italien, dirigé par le roi Victor Emmanuel III et le maréchal Pietro Badoglio, entame immédiatement des négociations secrètes avec les Alliés pour mettre fin aux combats afin de se rallier à eux. Le 3 septembre, un armistice secret est signé avec les Alliés au camp de Fairfield en Sicile. L'armistice est annoncé le 8 septembre.
Après l'armistice, la marine italienne est divisée en deux. Dans le sud de l'Italie, la « marine co-belligérante du Sud » (Marina Cobelligerante del Sud) a combattu pour le roi et Badoglio. Dans le nord, une partie beaucoup plus petite de la Regia Marina rejoignait la marine nationale républicaine (Marina Nazionale Repubblicana) de la nouvelle République sociale italienne (Repubblica Sociale Italiana, ou RSI) de Mussolini et se battait aux côtés des Allemands.
Après septembre 1943, les opérations militaires en Méditerranée se réduisent aux attaques de U-Boots et à des manœuvres moins importantes en mer Adriatique et en mer Égée.

## Principales actions navales de la campagne

### 1940
- 28 juin, bataille du convoi Espero. Convoi italien attaqué, le destroyer Espero coulé, deux autres destroyers s'échappent et atteignent Benghazi le lendemain. À l'inverse, deux convois britanniques pour Malte sont retardés à la suite de la bataille.
- 9 juillet, bataille de Punta Stilo. Une rencontre entre la marine italienne les marines britannique et australienne escortant des convois. Issue indécise.
- 19 juillet, bataille du cap Spada. Le croiseur Bartolomeo Colleoni est coulé par l'HMAS Sydney.
- 12 octobre, bataille du cap Passero. Un destroyer et deux torpilleurs italiens coulés, le croiseur HMS Ajax sérieusement endommagé.
- 11 novembre, bataille de Tarente. Attaque aérienne sur la flotte italienne à l'ancrage, trois navires de guerre sont coulés en eaux peu profondes, l'un d'eux est hors service pour le reste de la guerre.
- 27 novembre, bataille du cap Teulada. Issue indécise.

### 1941
- 6-11 janvier, opération Excess. Convoi britannique pour Malte. Le torpilleur italien Vega est coulé, le destroyer britannique HMS Gallant est définitivement hors service après avoir touché une mine.
- 31 janvier : attaque du convoi AN.14
- 26 mars, raid de la baie de La Sude, en Crète. Le croiseur britannique HMS York est coulé par des bateaux à moteur lancés depuis des destroyers italiens.
- 27-29 mars, bataille du cap Matapan. Après un engagement peu concluant près de l'île de Gavdos, la Regia Marina perd trois croiseurs et deux destroyers durant la nuit.
- 16 avril, bataille du convoi de Tarigo. Deux destroyers italiens et le destroyer britannique HMS Mohawk coulés.
- 20 mai–1er juin, bataille de Crète. Série d'actions soutenant l'armée en Crète, neuf navires de guerre britanniques coulés par des attaques aériennes de l'Axe.
- 11-28 juillet, opération Substance. Convoi britannique pour Malte. Le destroyer britannique HMS Fearless est coulé après une attaque aérienne.
- 27 septembre, opération Halberd. Convoi britannique pour Malte. Le navire de transport Imperial Star est coulé par une torpille aérienne italienne.
- 8 novembre, bataille du convoi de Duisburg. Convoi de l'Axe détruit. Le destroyer italien Fulmine est coulé.
- 13 décembre, bataille du cap Bon. Convoi italien attaqué par des destroyers Alliés ; les croiseurs légers italiens Alberico da Barbiano et Alberto da Giussano sont torpillés et coulés.
- 17 décembre, première bataille de Syrte. Issue indécise ; affrontement entre les forces d'escorte des deux convois.
- 19 décembre, raid sur Alexandrie. Un commando italien attaque la flotte britannique, deux cuirassés sont coulés dans le port, ils sont renfloués et réparés plusieurs mois plus tard.

### 1942
- 22 mars, deuxième Bataille de Syrte. Un convoi et une escorte britanniques sont attaqués par la flotte italienne, mais parviennent à s'échapper, avec deux destroyers lourdement endommagés ; le retard, cependant, entraîna le naufrage des quatre navires de charge lors de frappes aériennes ultérieures de l'Axe.
- 15 juin, opération Harpoon. Un convoi britannique ravitaillant Malte est attaqué par des croiseurs et des avions italiens, trois navires marchands, un gros pétrolier et les destroyers HMS Bedouin et l'ORP Kujawiak (après avoir touché une mine) sont coulés. Vingt-neuf avions de l'Axe sont abattus pendant la bataille. Seuls deux cargos atteignent Malte, l'un d'eux est endommagé.
- 15 juin, opération Vigorous. Le convoi britannique subit de lourdes frappes aériennes, il est finalement repoussé par la flotte italienne.
- 15 août, opération Pedestal. Le convoi britannique ravitaillant Malte est attaqué ; neuf navires marchands sont coulés par des E-Boote de l'Axe, par des avions et par des sous-marins; les fournitures essentielles, y compris le pétrole (principalement du SS Ohio), sont livrées.
- 20 novembre, opération Stone Age. Convoi britannique atteint Malte tranquillement.
- 2 décembre, la bataille du banc de Skerki. Convoi italien attaqué et détruit.
- 11 décembre, raid sur Alger. Des torpilles humaines attaquent des navires alliés, deux d'entre eux sont coulés.

### 1943
- 16 avril, bataille du convoi de Cigno. Attaque britannique de nuit avorté par deux destroyers sur un transport italien. L'une des escortes italiennes, le torpilleur italien Cigno est coulé. Le destroyer britannique Pakenham est gravement endommagé pendant la bataille et est sabordé peu après.
- 3-4 mai, bataille du convoi de Campobasso. Attaque britannique réussie par trois destroyers sur le transport italien Campobasso (ravitaillement des forces de l'Axe en Tunisie) avec l'escorte (800 tonnes) du torpilleur de classe Spica, le Perseo. Les deux navires sont coulés sans perte pour les Britanniques.
- 2 juin, bataille du convoi de Messine. Le destroyer britannique HMS Jervis et le destroyer grec Vasilissa Olga patrouillent de nuit dans le golfe de Squillace, lorsqu'ils localisent deux navires du convoi, escortés par le torpilleur Castore. Aidés par un bombardier Wellington, larguant des fusées éclairantes sur les cibles, les navires Alliées engagent les paquebots italiens Vragnizza et Postumia. Les destroyers perdent la trace du convoi après l'intervention de l'escorte, attaqué à leur tour. Le Castore est neutralisé et coule avant l'aube, sa contre-attaque ayant permis aux cargos de s'échapper. Les Vragnizza et Postumia, endommagés au cours de l'action, atteignent Messine à 16 h 30[15],[16].
- 17 juillet, opération Scylla. Le croiseur léger italien Scipione Africano, équipé d'un radar, engage de nuit quatre vedette-torpilleurs britanniques Elco traversant le détroit de Messine. Une vedette est coulée et les trois autres sont endommagées.

### 1945
- 18 mars, bataille de la mer Ligure. Deux torpilleurs allemands et un destroyer, anciennement de la marine italienne, reviennent à Gênes après avoir posé des mines. Deux destroyers britanniques les interceptent, coulant les torpilleurs et endommageant le destroyer.

## Principales opérations amphibies de l'Axe et des Alliés

### 1941
- 25 février, opération Abstention. Assaut allié et l'occupation de Kastellórizo sont contrecarrés par les forces italiennes.
- 20 mai, début de la bataille de Crète. Invasion de l'île par les forces de l'Axe.

### 1942
- 14 septembre, opération Agreement. Attaque Alliée sur Tobrouk est repoussé par les forces de l'Axe.
- 8 novembre, début de l'opération Torch. Invasion alliée du Maroc et de l'Algérie sous contrôle de Vichy.

### 1943
- 9 juillet, début de l'opération Husky. Invasion Alliée de la Sicile.
- 3 septembre, opération Avalanche. Début de l'invasion Alliée de l'Italie.
- 8 septembre, début de la campagne du Dodécanèse. Échec des Alliés tentant de contrôler les îles du Dodécanèse.
- 9 septembre, début des débarquements alliés sur Salerne, en Italie.

### 1944
- 22 janvier, début de l'opération Shingle. Débarquement Allié à Anzio, en Italie.
- 5 août, début de l'opération Dragoon. Débarquement Allié dans le sud de la France.